# Orosz Ákos
Orosz Ákos (Budapest, 1985. november 23. –) magyar színész, dalszerző.

## Életpályája
Kétéves kora óta Mátyásföldön él. Általános iskolába a Centenáriumi Általános és Szakiskolába, majd hetedikes korától, 1998–2004 között a Madách Imre Gimnáziumba járt.
2008-ban végzett a Színház- és Filmművészeti Egyetemen Zsámbéki Gábor és Zsótér Sándor osztályában. Az egyetem utolsó évében a Szegedi Nemzeti Színházban, a Vidám Színpadon és a Budapesti Kamaraszínházban is játszott egy-egy szerepet. Ezt követően hét év alatt a Maladype Színház vezető színésze lett. Sok nemzetközi fesztivál, szakmai rendezvény és workshopok résztvevője volt az Egyesült Államoktól kezdve Európa majd' minden országán át, a magyarországi fesztiválokat is beleértve. 2015-2020 között a Vígszínház társulatához tartozott. 2020-2021 között szabadúszó. 2021-től ismét a Vígszínház tagja.
A független színház és a kőszínházi világában egyaránt otthon van. Első rendezése az E. T. A. Hoffmann művén alapuló Homokember című összművészeti előadás, a Mozsár Műhelyben.
Számos filmben is láthatja a közönség: olyan sikeres alkotásokban, mint például a Made in Hungária, az Isteni műszak, a #Sohavégetnemérős, vagy a Saul fia. Karakteres hangja ismert megannyi szinkronszerep és narrációs munka kapcsán.
Zenei projektjei mindig kiemelt helyet töltöttek be önálló szakmai megmutatkozásaiban. Középiskolai tanulmányai alatt két zenekara is volt, a blues-os hangzású Ká Blues Band és a rockot játszó Aszittem, amit tagjaival új koncepció szerint 2018-ban újraaktivált. 2016 óta játsszák Zoltán Áronnal és Tóth Andrással, illetve Kovács Márk szaxofonos és Laczi Sándor csellós zenei közreműködésével a Kelet-nyugati pályaudvar címmel látható Cseh Tamás-estjüket. A Karamazov zenei formáció pedig a MU Színház Karamazov című produkciójának koncertverziója. Számos dalszöveg, novella, vers[forrás?] írója, megzenésítője, zeneszerzője. Játszik szájharmonikán,[forrás?] gitáron, dorombon és különböző ütőhangszereken[forrás?].

## Díjai, elismerései
- TEVA-ösztöndíj (2008–2010)
- Grand Prix – Nemzetközi Színművészeti Egyetemek Fesztiválja, Varsó (az osztály a csapatmunkáért és kiváló értelmezésért a A novemberi éj c-ű előadásban,[14] 2007)
- A Máthé Erzsi Alapítvány kuratóriumának ösztöndíja[15] (Színház- és Filmművészeti Egyetem, 2008)
- A legsikeresebb előadásért járó fődíj – 37. INFANT Fesztivál (a Maladype társulata, Tojáshéj, Újvidék, 2010)[16][17]
- Színikritikusok Díja – a legígéretesebb pályakezdő (2011)[18]
- Soós Imre-díj (2011)
- Junior Prima díj (2012)
- Budapest Főváros XVI. kerületének Ifjú Tehetsége (2016)[19]
- Hegedűs Gyula-emlékgyűrű (2018)[20]
- Kaszás Attila-díj (2019)[21]
- Bujtor István-díj (2022)[22]
- Ajtay Andor-emlékdíj (2025)[23]

## Színházi szerepei
A Színházi adattárban regisztrált bemutatóinak száma 2021. november 23-i lekérdezéskor: 47.
| Szerző(k) | Cím                                     | Karakter                                                                    | Színház, játszás kezdete | Jegyzet       |
| --- | --------------------------------------- | --------------------------------------------------------------------------- | --- | ------------- |
| William Shakespeare | II. Richárd                             | Thomas Mowbray, Northumberland grófja                                       | Pesti Színház 2019 |               |
| Szirmai Albert-Bakonyi Károly-Gábor Andor                                                                                                   | Mágnás Miska                            | Récsey Mikszi                                                               | Vígszínház 2019 |               |
| Spiró György | Honderű                                 | Vancsura                                                                    | Pesti Színház 2019 |               |
| Dés László-Geszti Péter-Békés Pál | A Dzsungel könyve                       | Sir Kan                                                                     | Vígszínház 2019 |               |
| John Cassavetes | Premier                                 | Gus, színész                                                                | Vígszínház 2019 |               |
| Molnár Ferenc | Liliom                                  | Ficsur                                                                      | Vígszínház 2018 |               |
| Mihail Bulgakov | Bíborsziget                             | Vaszil Demagogol/Luka-Kuki                                                  | Vígszínház, Pesti Színház 2018 |               |
| Örkény István | Tóték                                   | Őrnagy                                                                      | Spirit Színház 2018 |               |
| Fjodor Mihajlovics Dosztojevszkij, Makai Imre                                                                                               | A félkegyelmű                           | Parfjon Rogozsin                                                            | Vígszínház, Pesti Színház, 2018 | [ 25 ]        |
| John Steinbeck, George Simon Kaufman, Kőműves Imre                                                                                          | Egerek és emberek                       | George                                                                      | Spirit Színház, 2017 |               |
| William Shakespeare, Forgách András, Vörös Róbert                                                                                           | Hamlet                                  | Laertes                                                                     | Vígszínház, 2017 |               |
| Kovács Viktor, Kovács Dominik | Jégtorta                                |                                                                             | Gyulai Várszínház, Tószínpad, 2017 | [ 26 ]        |
| William Shakespeare, Nádasdy Ádám | Szentivánéji álom                       | Demetrius                                                                   | Vígszínház, 2017 |               |
| Bereményi Géza | Kelet-nyugati pályaudvar Cseh Tamás-est |                                                                             | Vígszínház, 2016 | [ 10 ] [ 12 ] |
| Tennessee Williams | A vágy villamosa                        | Stanley Kowalski                                                            | Vígszínház, Pesti Színház, 2016 | [ 27 ]        |
| Fjodor Mihajlovics Dosztojevszkij, Michal Dočekal, Iva Klestilova, Térey János (Nyersfordítás: G. Kovács László, Huszár Sylvia, Gál Róbert) | Bűn és bűnhődés                         | Raszkolnyikov                                                               | Vígszínház, 2016 |               |
| William Shakespeare, Nádasdy Ádám | Velencei kalmár                         | Salarino, fiatal úriember                                                   | Vígszínház, Pesti Színház, 2016 |               |
| Friedrich Schiller, Hevesi Judit, Cziglényi Boglárka                                                                                        | Haramiák                                | Franz Moor                                                                  | Vígszínház, 2015 | [ 28 ]        |
| William Shakespeare, Varró Dániel | Makrancos Kata                          | Tranio, átöltözve Lucentio, Bianca kérője                                   | Vígszínház, 2015 | [ 29 ] [ 30 ] |
| Kurt Weill, Bertolt Brecht | Koldusopera                             | Mátyás                                                                      | Vígszínház, Szputnyik Hajózási Társaság, 2015 | [ 31 ]        |
| Mihail Bulgakov | Mester és Margarita                     | Varenuha                                                                    | Vígszínház, 2014 | [ 32 ]        |
| Eugène Ionesco | Makbett                                 | Makbett                                                                     | Kultúrbrigád, Átrium Film-Színház, 2015 | )             |
| Szathmári Sándor, Vörös István, Sopsits Árpád                                                                                               | Kazohinia                               |                                                                             | Gyulai Várszínház, 2015 |               |
| César Franck Az elátkozott vadász, Henri Tomasi Fagottverseny, Arthur Honegger Jeanne d'Arc a máglyán alapján                               | Jeanne d’Arc kortárs hangverseny        | Domonkos testvér                                                            | Pannon Filharmonikusok, Pécs, 2015 | [ 34 ] [ 35 ] |
| Anton Pavlovics Csehov | Sirály                                  | Medvegyenkó                                                                 | Kultúrbrigád, Átrium Film-Színház 2015 |               |
| Békés Pál | Össztánc                                |                                                                             | Vígszínház, 2015 |               |
| Raymond Queneau, Bognár Róbert | Stílusgyakorlatok                       |                                                                             | Maladype Színház, 2014 |               |
| Goldoni, Varró Dániel, Gothár Péter, Vinnai András és Török Tamara fordítása alapján                                                        | Két úr szolgája                         | Brighella                                                                   | Vígszínház–Pesti Színház, 2014 |               |
| Szerb Antal Utas és holdvilág című regénye és Forgách András Holdvilág és utasa című színpadi adaptációja alapján Sopsits Árpád             | A hold foglyai                          | Mihály                                                                      | Gyulai Várszínház, 2014 |               |
| Heinrich von Kleist, Molière | Amphitryon                              | Jupiter                                                                     | Színház- és Filmművészeti Egyetem, 2014 |               |
| Bernard-Marie Koltès | Roberto Zucco                           | A Lány Bátyja / 2. börtönőr / 2. rendőrnyomozó / egy férfi                  | Maladype Színház, 2013 |               |
| Shakespeare, Szabó Lőrinc | Macbeth/Anatómia                        | Macbeth                                                                     | Maladype Színház, 2013 |               |
| Gérecz Attila élete és művei alapján | A szökés monodráma                      |                                                                             | Maladype Színház, 2013 |               |
| Bertolt Brecht, Ungár Júlia | Don Juan                                | Don Juan                                                                    | Maladype Színház, 2013 |               |
| Mihail Bulgakov, Crista Bilciu | Mester és Margarita                     | Férfi-Woland                                                                | Maladype Színház, 2013 |               |
| Goethe | Egmont                                  | Egmont                                                                      | Maladype Színház, 2012 |               |
| Dosztojevszkij, Faragó Zsuzsa, Laboda Kornél, az előadásban játszó színészek, Szálinger Balázs, Hercsel Adél                                | Karamazov                               | Iván Karamazov                                                              | MU Színház, Zsámbéki Színházi Bázis, 2012 |               |
| Friedrich Schiller, Vas István | Don Carlos                              | Posa márki                                                                  | Maladype Színház, 2012 |               |
| | Ez most már az?                         |                                                                             | Zsámbéki Színházi és Művészeti Bázis, Szakkör, 2011 |               |
| Dante Alighieri, Thomas Mann, Paolo Santarcangeli, Babits Mihály, Nádasdy Ádám                                                              | Pokol                                   |                                                                             | Maladype Színház, 2011 |               |
| | Odüsszeia-maraton a Szépművészetiben    |                                                                             | a Pécsi Tudományegyetem Klasszika-filológia Tanszéke, a Színház- és Filmművészeti Egyetem és a Szépművészeti Múzeum Antik Gyűjteményének közös produkciója, 2010 | [ 37 ]        |
| Pierre-Augustin Caron de Beaumarchais, Ungár Júlia                                                                                          | Figaro házassága                        | Figaro, a Gróf szobainasa és ügyvezető igazgatója, a kastély házfelügyelője | Maladype Színház, 2010 |               |
| Pierre-Augustin Caron de Beaumarchais, Ungár Júlia                                                                                          | Figaro házassága                        | Figaro, a Gróf szobainasa és ügyvezető igazgatója, a kastély házfelügyelője | Maladype Színház, 2010 |               |
| Csehov | Platonov                                | Mihail Vasziljics Platonov                                                  | Maladype Színház, 2010 |               |
| Németh Ákos | Júlia és a hadnagya                     | Kovács                                                                      | Színház- és Filmművészeti Egyetem, Ódry Színpad, 2010 |               |
| Alfred Jarry | Übü király                              | Übü papa                                                                    | Maladype Színház, 2009 |               |
| Joseph Haydn, Konstantia Gourzi | Philemon és Baucis                      | Merkúr                                                                      | Vasúttörténeti Park, BTF, 2009 |               |
| Goldoni | Terecske                                | Anzoletto                                                                   | Zsámbéki Színházi és Művészeti Bázis, 2009 |               |
| Alfred de Musset, Ungár Júlia | Lorenzaccio                             | Lorenzo de'Medici, Lorenzaccio                                              | Maladype Színház, 2009 |               |
| Georg Büchner, Thurzó Gábor, Halasi Zoltán                                                                                                  | Woyzeck                                 | Woyzeck                                                                     | Maladype Színház, 2008 |               |
| Weöres Sándor | Tojáséj                                 |                                                                             | Maladype Színház, 2008 |               |
| Georg Büchner | Leonce és Léna                          | Péter, Popo birodalmának királya / Leonce herceg, a fia / Valerio           | Maladype Színház, 2008 |               |
| Rejtő Jenő / Scherrer Péter | Piszkosak                               | Fülig Jimmy, Tulipán, Imi                                                   | Karinthy Színház, 2024 |               |

Vizsga szerepek – Színház- és Filmművészeti Egyetem
- Anton Pavlovics Csehov: Sputnic Disco – (rendező: Bodó Viktor, 2008)
- Weöres Sándor: Octopus, avagy Szent György és a Sárkány históriája – Lauro (rendező: Zsótér Sándor, 2008)
- Juha Jokela: Mobilhorror – Mikke (rendező: Magyar Attila – POSZT Felolvasószínház, 2008)
- William Shakespeare, Vas István, Németh László: Vigyétek ki az éjjelit – (rendező: Zsámbéki Gábor, 2007)
- Kis Márton: Pilonon – Fiú 2 (rendező: Kis Márton – Merlin Színház, Shure Stúdió
- Stanisław Wyspiański, Spiró György: Novemberi éj – Potocki tábornok (rendező: Zsótér Sándor, 2007)
- Alekszandr Nyikolajevics Osztrovszkij: Jövedelmező állás – Zsadov/Doszuzsev (rendező: Zsótér Sándor, 2007)
- William Shakespeare: Lear király – Edgar (rendező: Zsótér Sándor, Szegedi Nemzeti Színház, 2007)
- Pietro Aretino, Balázs Pali, Barbie magazin, Ingmar Bergman, Jim Crace, Jean Genet, Juhász Gyula, Kosztolányi Dezső, Illés Györgyi: Ház Na' Conxypan-ban – Tikkerton I (rendező: Illés Györgyi, 2007)
- Carlo Goldoni, Török Tamara: A háború – Don Faustino (rendező: Zsámbéki Gábor, Rákóczi út 21. II. emelet, 2007)
- Jonathan Wood, Fred Farelli, Szemenyei János, Szőcs Artur, Tasnádi István: Démonológia – a Véglény alja (rendező: Bagó Bertalan, Vidám Színpad, 2006)
- Anthony Marriott, Alistair Foot: Csak semmi szexet, kérem, angolok vagyunk! – Peter Hunter (rendező: Puskás Tamás, Vidám Színpad, 2007)
- Spiró György: Árpádház – Filbertus püspök (rendező: Almási Tóth András – Budapesti Kamaraszínház 2007)
- Federico García Lorca: Öt év múlva – Fiatalember (rendező: Zsámbéki Gábor, 2006)
- Heinrich von Kleist: Heilbronni Katica – Sugár gróf (2006)

## Színházi rendezései
- E.T.A. Hoffmann: Homokember[8]

## Zenei munkái
Az Aszittem zenekar Orosz Ákos saját dalait játssza.
Zene
- Kulcsár Noémi: Kert (Tellabor táncprojekt, 2012)[40][41]

Dalszerző
- Dosztojevszkij regénye alapján Faragó Zsuzsa, Laboda Kornél: karamazov (Lazók Mátyással, Jankovics Péterrel és Adorjáni Bálinttal közösen, MU Színház – FÜGE Produkció, 2012)[42]

## Film és televíziós szerepei
- S.E.R.E.G. – Lovas Gergő (rendező: Dombrovszky Linda, 2024)
- Semmelweis – pincér (rendező: Koltai Lajos, 2023)
- Valami Amerika – Dömpi (rendező: Herendi Gábor, 2023)
- Cella – Letöltendő élet – Armand (rendező: Csillag Mano, 2023)
- A Király – Tom (rendező:Kovács Dániel Richárd, 2022)
- A gyémánt út pora (rendező:Vámos Zoltán, 2022)
- Nyugati nyaralás (rendező:Tiszeker Dániel, 2022)
- A játszma  – Sebök (rendező:Fazakas Péter, 2022)
- Kilakoltatás – Ricsi (rendező:Fazekas Máté, 2022)
- Nagykarácsony — Áron (rendező: Tiszeker Dániel, 2021)
- Becsúszó szerelem – Prof (rendező: Nagy Viktor Oszkár, 2021)
- Drága örökösök – Interpol nyomozó (rendező: Hámori Barbara, 2020)
- Zárójelentés – postás (rendező: Szabó István, 2020)
- Nyitva – pizzafutár (rendező: Nagypál Orsi, 2018)
- Everything alright – Laci (rövidfilm, rendező: Nagy Borbála, 2018)
- Örök tél – Fábián (rendező: Szász Attila, 2018)
- A színésznő – Béla, lehallgató (rendező: Vitézy László, 2018)
- Brazilok – Csipa (rendező: Rohonyi Gábor, M. Kiss Csaba, 2017)
- Tóth János – Lóránt (rendező: Lakos Nóra, 2017)
- X Company – Gestapo ügynök #1 (tévésorozat, alkotók: Mark Ellis, Stephanie Morgenstern, 2017, 1. epizód)
- #Sohavégetnemérős – Ricsi (rendező: Tiszeker Dániel, 2016)
- Furáék – köszörűs (kisjátékfilm, rendező: Gyimesi Anna, 2016)[43]
- Saul fia (rendező: Nemes Jeles László, 2015)
- Provincia – élelmiszer-kiszállító (rövidfilm, rendező: Kárpáthi György Mór, 2014)[44]
- Isteni műszak – Robi Kotter, a motor-balesetes fiú[45] (rendező: Bodzsár Márk, 2013)
- Grimasz – Havoc (rövidfilm, rendező: Harmi Gábor, 2013)
- Csak segélyhívás – Erik (rövidfilm, rendező: "Nagy Kovács Lőrinc": Lőrincz Nándor, Nagy Bálint, Kovács Péter, 2010)[46]
- Október 22 (rendező: Nagy Lili)
- A vágyakozás napjai – biztonsági őr (rendező: Pacskovszky József, 2010)[47]
- Made in Hungaria – Tripolisz (rendező: Fonyó Gergely, 2009)
- The Days of Desire – Miklós (rendező: Pacskovszky József, 2008)
- Vehiculum – a fiú (rövidfilm, rendező: Domokos Balázs, Felszeghy Ádám, 2007)
- Egy előre bejelentett gyilkosság krónikája (rövid-, vizsgafilm, rendező: Reich Dániel, 2007)

## Szinkronszerepei

### Sorozatszinkronok
| Film magyar címe (bemutatás éve) | Film eredeti címe          | Karakter      | A szinkronizált színész | Műfaj                                             |
| Gengszterkorzó                   | Boardwalk Empire           | Jimmy Darmody | Michael Pitt            | a HBO saját gyártású sorozata                     |
| A kiválasztottak – I/1. rész     | The Tomorrow People: Pilot | John Young    | Luke Mitchell           | amerikai sci-fi sorozat                           |
| Versailles                       | Versailles                 | XIV. Lajos    | George Blagden          | francia-kanadai-angol-amerikai történelmi sorozat |
|                                  |                            |               |                         |                                                   |

### Filmszinkronok
| Film magyar címe                              | Film eredeti címe                     | Karakter                   | A szinkronizált színész | Műfaj                            |
| Egy hulla a szobatársam                       | Dead Man on Campus                    | Cliff                      | Lochlyn Munro           | amerikai vígjáték                |
| Stuart: Visszapörgetett élet                  | Stuart: A Life Backwards              | Stuart Shorter             | Tom Hardy               | angol filmdráma                  |
| New York-i szerenád                           | New York City Serenade                | Terry                      | Alexander Chaplin       | amerikai vígjáték                |
| Én és Orson Welles                            | Me and Orson Welles                   | Vakhtangov                 | Ian Mckee               | angol filmdráma                  |
| 22 lövés                                      | L'immortel                            | Nordine                    | Samir Djama             | francia krimi                    |
| Nem beszélek zöldségeket!                     | La tête en friche                     | Youssef                    | Lyes Salem              | francia vígjáték                 |
| Cowboyok és űrlények                          | Cowboys & Aliens                      | Mose Claiborne             | Cooper Taylor           | amerikai akció-vígjáték          |
| A Föld inváziója Csata: Los Angeles           | Battle: Los Angeles                   | Jason Lockett tizedes      | Cory Hardrict           | amerikai akciófilm               |
| Idegen arcok                                  | Attack the Block                      | Dennis                     | Franz Drameh            | angol-francia akció-vígjáték     |
| Lopott idő                                    | In Time                               | Fortis                     | Alex Pettyfer           | amerikai sci-fi akciófilm        |
| A rítus                                       | The Rite                              | Michael Kovak              | Colin O'Donoghue        | amerikai-magyar-olasz thriller   |
| Szédületes éjszaka                            | Take Me Home Tonight                  | Broder                     | Wade Allain-Marcus      | amerikai-német vígjáték          |
| Celeste és Jesse mindörökre                   | Celeste & Jesse Forever               | Tucker                     | Eric Christian Olsen    | amerikai romantikus vígjáték     |
| Csatahajó                                     | Battleship                            | Jimmy Ord tengerész        | Jesse Plemons           | amerikai sci-fi akciófilm        |
| Igaz szerelem                                 | True Love                             | Eric                       | Gabriel Myers           | amerikai-olasz thriller          |
| Kék, mint a jazz                              | Blue Like Jazz                        | A pápa                     | Justin Welborn          | amerikai filmdráma               |
| Védhetetlen                                   | Safe House                            | Matt Weston                | Ryan Reynolds           | amerikai-dél-afrikai akciófilm   |
| Százkarátos szerelem                          | Love Punch                            | Jean-Baptiste Durain       | Olivier Chantreau       | francia vígjáték                 |
| A végzet ereklyéi: Csontváros                 | The Mortal Instruments: City of Bones | Magnus Bane                | Godfrey Gao             | amerikai-német-kanadai akciófilm |
| Az élet ízei                                  | The Hundred-Foot Journey              | Mansur                     | Amit Shah               | amerikai romantikus film         |
| A vihar magja                                 | Into the Storm                        | Daryl                      | Arlen Escarpeta         | amerikai thriller                |
| X-Men: Az eljövendő múlt napjai               | X-Men: Days of Future Past            | Mortimer Toynbee / Varangy | Evan Jonigkeit          | amerikai fantasztikus akciófilm  |
| Hitman – A 47-es ügynök                       | Hitman: Agent 47                      | Litvenko fiatalon          | Johannes Suhm           | amerikai akciófilm               |
| Magic Mike XXL                                | Magic Mike XXL                        | Ken                        | Matt Bomer              | amerikai komédia                 |
| Törésvonal                                    | San Andreas                           | Alexi                      | Alec Utgoff             | amerikai katasztrófa film        |
| Éjféli látomás                                | Midnight Special                      | Sevier                     | Adam Driver             | amerikai sci-fi dráma            |
| Guernica                                      | Gernika                               | Spanyol újságíró           | Víctor Clavijo          | spanyol romantikus film          |
| Hivatali karácsony                            | Office Christmas Party                | Rodney                     | Nick Peine              | amerikai vígjáték                |
| Pénzes cápa                                   | Money Monster                         | Kyle Budwell               | Jack O’Connell          | amerikai filmdráma               |
| Suicide Squad – Öngyilkos osztag              | Suicide Squad                         | Edwards hadnagy            | Scott Eastwood          | amerikai-kanadai akciófilm       |
| Támadás a Fehér Ház ellen 2. – London ostroma | London Has Fallen                     | Raza Mansoor               | Adel Bencherif          | amerikai-angol akciófilm         |
| Tarzan legendája                              | The Legend of Tarzan                  | Wasimbu                    | Sidney Ralitsoele       | amerikai animációs sorozat       |
| Mission: Impossible – Leszámolás              | Mission: Impossible – Dead Reckoning  | Zola Mitsopolis            | Frederick Schmidt       | amerikai akciófilm               |
|                                               |                                       |                            |                         |                                  |